# Adrian John Brown
Adrian John Brown (27 avril 1852 - 2 juillet 1919 ) est un professeur britannique de maltage et de brassage à l'Université de Birmingham et un pionnier dans l'étude de la cinétique enzymatique .

## Biographie

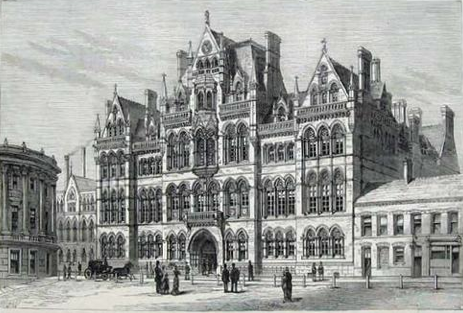
Mason University College, maintenant l'Université de Birmingham

Il est né à Burton-on-Trent, Staffordshire, d'Edwin Brown, directeur de banque de la ville. Son frère aîné est Horace Tabberer Brown. Il fréquente le lycée local, puis étudie la chimie au Royal College of Science de Londres. Il devient l'assistant privé du Dr Russell à la St Bartholomew's Hospital Medical School. En 1873, il retourne à Burton pour travailler comme chimiste dans l'industrie brassicole pendant les vingt-cinq années suivantes. En 1899 , il part pour devenir professeur de brassage et de maltage au Mason University College (qui devient l'Université de Birmingham en 1900) .
Il étudie le taux de fermentation du saccharose par la levure et suggère en 1892 qu'une substance dans la levure pourrait être responsable de l'accélération de la réaction. C'est la première fois que les enzymes sont suggérées comme des entités distinctes des organismes et évoquées en termes chimiques. Il étudie ensuite l'enzyme responsable et fait la suggestion frappante que la cinétique qu'il observe est le résultat d'un complexe enzyme-substrat formé au cours de la réaction  un concept qui forme la base de tous les travaux ultérieurs sur la cinétique enzymatique . Des idées similaires sont avancées plus tôt par le chimiste allemand et lauréat du prix Nobel Hermann Emil Fischer en comparant le substrat et l'enzyme avec une clé et une serrure.